# Embalse de Al Massira
El embalse de Al Massira se encuentra en Marruecos, en el río Oum Er-Rbia, a 70 km al sur de Settat, entre las regiones de Chauía-Uardiga, al norte y Marrakech-Tensift-Al Hauz, al sur. En esta última se encuentra la presa de Al Massira, completada en 1979.
Al Massira es el segundo embalse artificial de Marruecos, después del embalse de Al Wahda. Proporciona agua a unas 100.000 ha de regadío de la región de Doukkala y produce unos 221 GW de energía hidroeléctrica anuales. 
El embalse de Al Massira se alimenta casi exclusivamente por el río Oum Er-Rbia. Tiene una forma alargada y sinuosa, bordeado por un gran número de depresiones separadas por crestas, algunas de más de 250 m de altura y otras que emergen como islotes en el lago. Solo uno es permanente, los demás quedan sumergidos cuando el pantano se llena. Los cercanos a la presa suelen ser usados por las aves para nidificar. Las vertientes son rocosas, en parte arboladas por eucaliptos, azufaifos y pinos. La región está muy despoblada y los cultivos de cereales se mantienen apartados del agua.
La presa, en forma de arco de gravedad, tiene 82 m de altura, una longitud de 390 m y un volumen de 354 000 m³.
Entre la fauna piscícola introducida figuran el black bass, la carpa común, el pez sol (Lepomis macrochirus), la lucioperca, la carpa argentea (Hypophthalmichthys molitrix) y la carpa herbívora o china.
El embalse está considerado además una zona de interés avícola por el Convenio de Ramsar, debido a las bahías poco profundas cubiertas de herbazales. Destacan al menos 20 especies que anidan en verano, la pagaza piconegra (Gelochelidon nilotica), el charrancito común (Sternula albifrons), la focha común (Fulica atra), el ánade real o azulón (Anas platyrhynchos), el tarro canelo (Tadorna ferruginea), la canastera común (Glareola pratincola), el zampullín común o zampullín chico (Tachybaptus ruficollis) y el fumarel común o gaviotín negro (Chlidonias niger). También se encuentran zancudas como la garceta común (Egretta garzetta), la garza real (Ardea cinerea), la espátula común (Platalea leucorodia) y el flamenco rosa.
La flora acuática está compuesta esencialmente del alga Chara vulgaris, de milenrama de agua o Myriophyllum y de Potamogeton.